# Kaliforniens sigill

Kaliforniens sigill

Den amerikanska delstaten Kaliforniens sigill antogs 1849 och designades om 1937.
I sigillet finns guden Minerva, en brunbjörn, som är delstatens officiella djur. Björnen äter vindruvor som ska representera vinodlingarna i området.